# 石昂
石昂（?—?），五代十国青州临淄县（今山东省淄博市临淄区）人。
家有藏书数千卷，四方之士在其门下求学。节度使符习召他为临淄令。符习入朝京师，监军杨彦朗知留后事，石昂以公事谒，因为杨彦朗的名字是“石”，赞礼官改石昂姓为“右”。石昂对杨彦朗说：“内侍怎么能以私害公！昂姓‘石’，不是‘右’。”杨彦朗大怒，拂衣而去，石昂于是解官回家，对儿子说：“我本不原因在乱世出仕，果然被阉人所辱，子孙当以我为戒！”
石昂之父也好学，平生不喜佛教，父死时，石昂在灵柩前诵读《尚书》，说：“这是我先人所想听的。”禁止家中以佛事污先人。
晋高祖石敬瑭时，诏天下求孝悌之士，户部尚书王权、宗正卿石光赞、国子祭酒田敏、兵部侍郎王延等在东上阁门推荐石昂。石昂至京师，在便殿召见，任命他为宗正丞。转任宗正少卿。晋出帝即位，石昂多次上疏劝谏，出帝不听，石昂称病东归，寿终于家。石昂走后，晋室大乱。